# Xếp hạng đại học thế giới Times Higher Education
Xếp hạng đại học thế giới Times Higher Education (tiếng Anh: Times Higher Education World Universities Ranking hoặc THE World University Rankings) là cuộc bình chọn xếp hạng các trường cao đẳng và đại học trên toàn thế giới bởi tạp chí Times Higher Education (THE) của Liên hiệp Anh. Bảng xếp hạng của THE được đánh giá là một trong những bảng xếp hạng giáo dục có uy tín và ảnh hưởng lớn nhất trên thế giới.
THE bắt đầu xuất bản Xếp hạng các đại học thế giới của THE-QS vào năm 2004 với sự hợp tác với dữ liệu được cung cho bảng xếp hạng bởi Quacquarelli Symonds (QS). Từ năm 2010, THE chấm dứt hợp tác với QS và tạo ra một bảng xếp hạng các đại học mới, hợp tác với Thomson Reuters, người chuyên cung cấp dữ liệu thông tin có cơ sở.
Bảng xếp hạng các đại học thế giới của THE có ảnh hưởng rộng rãi tới những sinh viên muốn theo học tại các trường đại học tốt, cùng với các bản báo cáo khác là Xếp hạng các đại học thế giới của QS và Xếp hạng các đại học thế giới của Viện hàn lâm (hay vắn tắt là Xếp hạng các đại học của Thượng Hải - ARWU).

## Phương pháp xếp hạng
Bảng xếp hạng đầu tiên vào 2010-2011 là 13 chỉ số riêng biệt được nhóm lại theo năm loại: Việc giảng dạy (30% tổng điểm), việc nghiên cứu (30%), biểu dương (xấp xỉ 32,5%), số lượng học sinh quốc tế (5%), thu nhập (2,5%). Số lượng các chỉ số từ bảng xếp hạng THE-QS được xuất bản giữa năm 2004 và 2009, sử dụng sáu chỉ số.
Sau đây là bảng thống kê chi tiết phương pháp xếp hạng
| Chỉ số nói chung                         | Chỉ số riêng | Phần trăm %                       |
| ---------------------------------------- | --- | --------------------------------- |
| Thu nhập - đổi mới                       | - Tìm kiếm thu nhập từ ngành kinh doanh (trên mỗi giáo viên giảng dạy)                                                              | - 2,5%                            |
| Đa dạng quốc tế                          | - Tỷ lệ giáo viên quốc tế so với nội địa - Tỷ lệ sinh viên quốc tế so với nội địa                                                   | - 3% - 2%                         |
| Môi trường dạy - học                     | - Độ nổi tiếng (trong việc giảng dạy) - Giải thưởng nhận được - Tỉ lệ chưa tốt nghiệp - Thu nhập - Mức độ sinh viên chưa tốt nghiệp | - 15% - 6% - 4,5% - 2,25% - 2,25% |
| Mức độ nghiên cứu, thu nhập và nổi tiếng | - Việc nghiên cứu nổi tiếng - Thu nhập nghiên cứu - Giải thưởng nghiên cứu - Thu nhập nghiên cứu công cộng/tổng cộng                | - 19,5% - 5,25% - 4,5% - 0,75%    |
| Độ ảnh hưởng                             | - Trích dẫn tác động (thường trên các bài báo)                                                                                      | - 32,5%                           |

## Xếp hạng năm 2011-2012
| Xếp hạng đại học 2011–2012 | Viện đại học                       | Quốc gia      |
| 1                          | Viện Công nghệ California          | Hoa Kỳ        |
| 2 (đồng hạng)              | Đại học Harvard                    | Hoa Kỳ        |
| 2 (đồng hạng)              | Đại học Stanford                   | Hoa Kỳ        |
| 4                          | Đại học Oxford                     | Liên hiệp Anh |
| 5                          | Đại học Princeton                  | Hoa Kỳ        |
| 6                          | Đại học Cambridge                  | Liên hiệp Anh |
| 7                          | Viện Công nghệ Massachusetts       | Hoa Kỳ        |
| 8                          | Đại học Hoàng gia London           | Liên hiệp Anh |
| 9                          | Đại học Chicago                    | Hoa Kỳ        |
| 10                         | Đại học California tại Berkeley    | Hoa Kỳ        |
| 11                         | Đại học Yale                       | Hoa Kỳ        |
| 12                         | Đại học Columbia                   | Hoa Kỳ        |
| 13                         | Đại học California tại Los Angeles | Hoa Kỳ        |
| 14                         | Đại học Johns Hopkins              | Hoa Kỳ        |
| 15                         | ETH Zurich                         | Thụy Sĩ       |
| 16                         | Đại học Pennsylvania               | Hoa Kỳ        |
| 17                         | Đại học Cao đẳng London            | Liên hiệp Anh |
| 18                         | Đại học Michigan                   | Hoa Kỳ        |
| 19                         | Đại học Toronto                    | Canada        |
| 20                         | Đại học Cornell                    | Hoa Kỳ        |
| 21                         | Đại học Carnegie Mellon            | Hoa Kỳ        |
| 22                         | Đại học Duke                       | Hoa Kỳ        |